# コンベンション (TRPG)
テーブルトークRPG (TRPG) における「コンベンション」とは、TRPGを遊ぶための場を設けたゲームイベントのことである。

## 概要
コンベンションは親睦や販促を目的としてTRPGを遊ぶ場所を用意し開催する。

## 歴史
有名なコンベンションであるGen Con（ジェンコン）は1967年、アメリカ、ゲイリー・ガイギャックスの自宅で個人主催として行われたことから始まった。この時点ではボードゲームとミニチュアゲームの会であった。世界最初のTRPGであるダンジョンズ&ドラゴンズが74年に発売され、イベントへの企業TSRの参入は76年に行われた。
現在、世界の代表的なコンベンションとして、アマチュア開催のコンベンションとして知られているものにはロペコン、企業開催のコンベンションとして知られているものにはジェンコンがある。
アメリカのアナログゲームの宿泊型イベントであるオリジン・ゲーム・フェアやGen Con（ジェンコン）の日本版として1996年よりゲーム出版懇話会が主催に開始された。日本では有名な宿泊型の大規模コンベンションとしてジャパンゲームコンベンション、通称JGCが2016年まで開催された。その後、JGCは名称を「TRPGフェスティバル」に変更して運営された。
2019年の末より始まった新型コロナウイルス感染症の世界的流行により、2020年の屋内会場での「TRPGフェスティバル」の開催は自粛となり、代わりにDiscordを利用したオンライン会場で開催された。2022年以降、新型コロナウイルス感染症による緊急事態宣言の解除および制限の段階的な緩和に伴ってTRPGのイベントや対面でのゲームの開催が復活した。しかし、「TRPGフェスティバル」ではオンライン開催を継続している。
コロナウイルス感染症の世界的流行をきっかけに、オンライン上でのコンベンション開催の件数は増加した。この背景には2010年代前半から登場し始めたオンラインセッションのツールの成長、Discordのようなボイス、チャット、ビデオ通話ツールの登場などが関係している。参加者が時間や距離にとらわれず気軽にTRPGを遊べるようになった環境に適応し、外出を自粛した緊急事態事態宣言の期間中にオンラインでTRPGで遊んだりTRPGのリプレイ動画を視聴するユーザーが増加したのが大きな要因である。

## スタイル
コンベンションの開催スタイルには大きく4つある。
フリープレイ
主催者は会場を用意し、参加者同士で自由にゲームを楽しんでもらうもの。事前にゲームマスターを募集したり、主催者側で用意することもある。
テーマイベント
ある特定の目的に限定した内容のコンベンション。特定のゲームシステムのみに限定したものや、参加者を女性に限定したものなど。

企業主催
TRPGに関連した企業やゲームショップなど、非アマチュアが主催する。販売スペースやトークショーなどのイベントが行われることもある。ゲーム・フィールド主催の「ゲーマーズ・フィールドコンベンション」などがこれにあたる。

オンライン
主催者はDiscordなどのサーバー上に参加者が集まれるオンライン会場を用意する。オンラインセッションツールの『ココフォリア』などと併用し、オンラインセッションを開催することができる。アマチュアによる開催だけでなく、TRPGに関連した企業やゲームショップなど、非アマチュアがワークショップをオンラインで主催する場合もある。

## 日程
コンベンションの多くは１日で終わる。中には少数ながら宿泊型も存在し、「TRPG文華祭」などはホテル等を借りて複数日開催される。

## 会場
コンベンションに使用される会場は、多くが公民館の会議場やホールといった施設使用料が安い公共施設だが、企業主催の場合は高額な会場を使用することもある。予算や予想される来場数、交通の便などを考慮して決定される。
オンラインでの開催の場合、参加人数にもよるが会場を確保するのに比べて予算が安くなるケースもあり得る。参加人数に合わせてDiscordの会場を確保し、TRPGで遊ぶのに必要な『ココフォリア』などのオンラインセッションツールを用意する。オンラインコンベンション当日に参加する卓を決めると、参加人数が多い場合に混乱が予想される。そのため事前にスケジュール調整ツールなどを使って参加する卓のメンバーを割り振っておくと良い。

## 準備

### 主催者の準備
オフライン
- 会場 - コンベンションを開催するための会場。事前に確保する。
- 告知 - インターネット上での開催情報告知や、ゲームショップ店頭への開催チラシ配布、雑誌への情報掲載依頼など。
- 机と椅子 - ゲームを遊ぶための机と椅子。まれに別料金が必要な場合がある。
- パンフレット - 会場の諸注意、ゲームマスター紹介などが記載されたもの。
- アンケート - コンベンションの感想や改善点を記入してもらう。
- ゲームマスター - 完全にフリープレイの場合以外は、事前に募集するか主催者側で確保しておくことが望ましい。
- ゴミ処理手段 - 主催者で誰がどう処理するか決めておくこと。

オンライン
- オンライン上の会場 - Discordなどのボイス、チャット、ビデオなどでコミュニケーションの取れるサイトを用意する。サービスは基本無料だがサブスクリプションに課金することで高い品質のサービスを利用できる。
- オンラインセッションツール - ココフォリアやユドナリユムなど、オンラインサイト上でダイスを振って画像を表示し、チャットができるツールを用意する。使用するオンラインセッションツールによって特徴が異なる。オンラインセッションを開催するGMが使用するツールを決定することが多い。
- スケジュール調整ツール - 伝助やGoogle Formsなどのツールを利用してオンラインのコンベンションを開催する前に参加メンバーの卓を割り振っておくと良い。対面でコミュニケーションを取れないので、大勢の参加者の希望をチャットで聞いてメンバー調整するのは大変である。
- マイク付きイヤホン - 周囲の雑音を拾わずに参加者とコミュニケーションを取るのに使用する。
- PCまたはタブレット - オンラインコンベンションの会場やオンラインセッションツールを管理するために使用する。TRPG用のサイトなど、複数のタブやアプリを起動させることを考えるとスマホでは不便である。

## 主催者・参加者が気をつけること
代表的なものは以下の通り。
- 参加者は年齢・経験の有無・性別・どこから来たか・プレイスタイルなどに関係なく対等である。
- 会場はそこの規約やルールに沿って使用すること。
- 体調不良や病気、メンタル面の問題など心身の不調を感じるなら参加は控えること。無理は自身の悪化と他者への迷惑につながる。
- コンベンションの会場での話題(現実に行うと犯罪になるものは特に注意)をそのまま会場外に持ち出さないこと。
- 主催者は得た個人情報を適切に管理すること。